# Bartolomeo de Benincà
Bartolomeo de Benincà est un enlumineur et un peintre italien de miniatures du XVe siècle, dont l'œuvre se situe entre la fin de la période gothique et le début de la première Renaissance.

## Biographie
Entre 1441 et 1448, Bartolomeo de Benincà avec Giorgio d'Alemagna, Guglielmo Giraldi et Matteo de' Pasti a  enluminé le Bréviaire (enregistré  dans les archives des comptes de la Maison d'Este), comme ayant été illustré pour le marquis de Ferrare Lionel d'Este).

## Œuvres
- Bréviaire de Lionel d'Este (1445-1448).